# Monaster Narodzenia św. Jana Chrzciciela w Leuszynie
Monaster Narodzenia św. Jana Chrzciciela – prawosławny żeński klasztor w Leuszynie nad Iłosem i Szeksną, istniejący w latach 1875–1931. W latach 1941–1946 miejsce, na którym się znajdował, zostało zalane w czasie tworzenia sztucznego Zbiornika Rybińskiego.

## Historia

### Powstanie wspólnoty
Wspólnota monastyczna w Leuszynie została założona w 1875 przez mniszkę Sergię z monasteru Mądrości Bożej w Rybińsku. Wezwanie klasztoru odnosiło się do cerkwi położonej w Leuszynie. Wewnętrzne spory we wspólnocie sprawiły, że w pierwszych latach jej funkcjonowania trzykrotnie zmieniała się jej przełożona. Ostatecznie metropolita petersburski Izydor skierował do Leuszyna mniszkę Taisę z monasteru Ikony Matki Bożej „Znak” w Zwance. Również ona, zniechęcona atmosferą panującą w klasztorze, planowała go opuścić. Jak jednak później wspominała, postanowiła w nim pozostać po tym, gdy objawiła się jej Matka Boża. W 1885 wspólnota została oficjalnie przekształcona w żeński monaster, a mniszka Taisa otrzymała godność ihumeni.

### Funkcjonowanie monasteru w Rosji carskiej
Natychmiast po otwarciu monasteru rozpoczęto na jego terenie budowę soboru Pochwały Matki Bożej, wzorowanego na soborze Zaśnięcia Matki Bożej w ławrze Peczerskiej. Sobór zaprojektował Michaił Szczurupow, budowa obiektu trwała od 1887 do 1891.
Na przełomie XIX i XX wieku był to jeden z największych żeńskich klasztorów Rosyjskiego Kościoła Prawosławnego, o znaczeniu porównywanym z monasterem w Szamordinie i w Diwiejewie. Jego przełożona, ihumenia Taisa, określana była jako ihumenia całej Rusi. Dzięki jej działalności mniszki z Leuszyna stanęły następnie na czele kolejnych żeńskich klasztorów: Terapontowskiego, pustelni nad Jeziorem Czarnym, św. Jana Rylskiego w Petersburgu, św. Jana Teologa w Surze, w Woroncowie oraz w Parfienowie. W monasterze funkcjonował zwyczaj nieustającego odczytywania akafistu do Matki Bożej przed czczoną w nim ikoną, w specjalnie zbudowanej na ten cel kaplicy (otwartej w 1905 i poświęconej w 1906 przez Jana Kronsztadzkiego), gdzie gromadzono wszystkie czczone przez Cerkiew wizerunki maryjne. Zwyczaj ten nie był znany w żadnym innym monasterze rosyjskim. W 1917 w monasterze przebywało blisko 700 mniszek i posłusznic. Łączyły one zachowywanie surowej reguły modlitewnej z obowiązkiem pracy społecznej w prowadzonych przez monaster instytucjach: szkołach, przytułku, szpitalu lub w pracowniach wytwarzających wyposażenie świątyń. Monaster zaliczany był do klasztorów I klasy (status ten otrzymał w 1903). W 1915 zmarła ihumenia Taisa, którą zastąpiła wskazana przez siostry uczennica duchowa – mniszka Agnia.

### Zamknięcie i zniszczenie monasteru
Po rewolucji październikowej monaster został przekształcony w rolniczą spółdzielnię pracy, co przez kilka lat zapewniło mu przetrwanie. Przy wspólnocie nadal działał szpital i przytułek, mniszki rozpoczęły także wznoszenie stacji elektrycznej i młyna parowego, praca spółdzielni była wysoko oceniania. Ostatecznie jednak została ona przekształcona w sowchoz, a mniszki musiały go opuścić. Klasztor funkcjonował do 1931, kiedy został zamknięty przez władze radzieckie. Według innego źródła zakonnice musiały opuścić Leuszyno już w 1924.
W latach 1941–1946 monaster został ostatecznie zniszczony – zatopiony wodami tworzonego sztucznego Zbiornika Rybińskiego.
W 2002, w momencie, gdy poziom wód w Zbiorniku Rybińskim poważnie się obniżył, arcybiskup wołogodzki i wielkoustiuski Maksymilian odprawił molebień na miejscu zniszczonego klasztoru. Od 1999 w nocy z 6 na 7 lipca we wsi Miaksa nad brzegiem zbiornika odbywa się modlitewne czuwanie upamiętniające monaster. Uroczystości te organizowane są jednak bez błogosławieństwa ordynariusza eparchii wołogodzkiej, na terenie której położony jest teren dawnego monasteru i są krytykowane przez jej przedstawicieli za niekanoniczny przebieg.
Monaster posiadał od 1894 placówkę filialną w Petersburgu. Działała ona do 1932. W 2000 cerkiew na terenie placówki została zwrócona wiernym.